# 입양

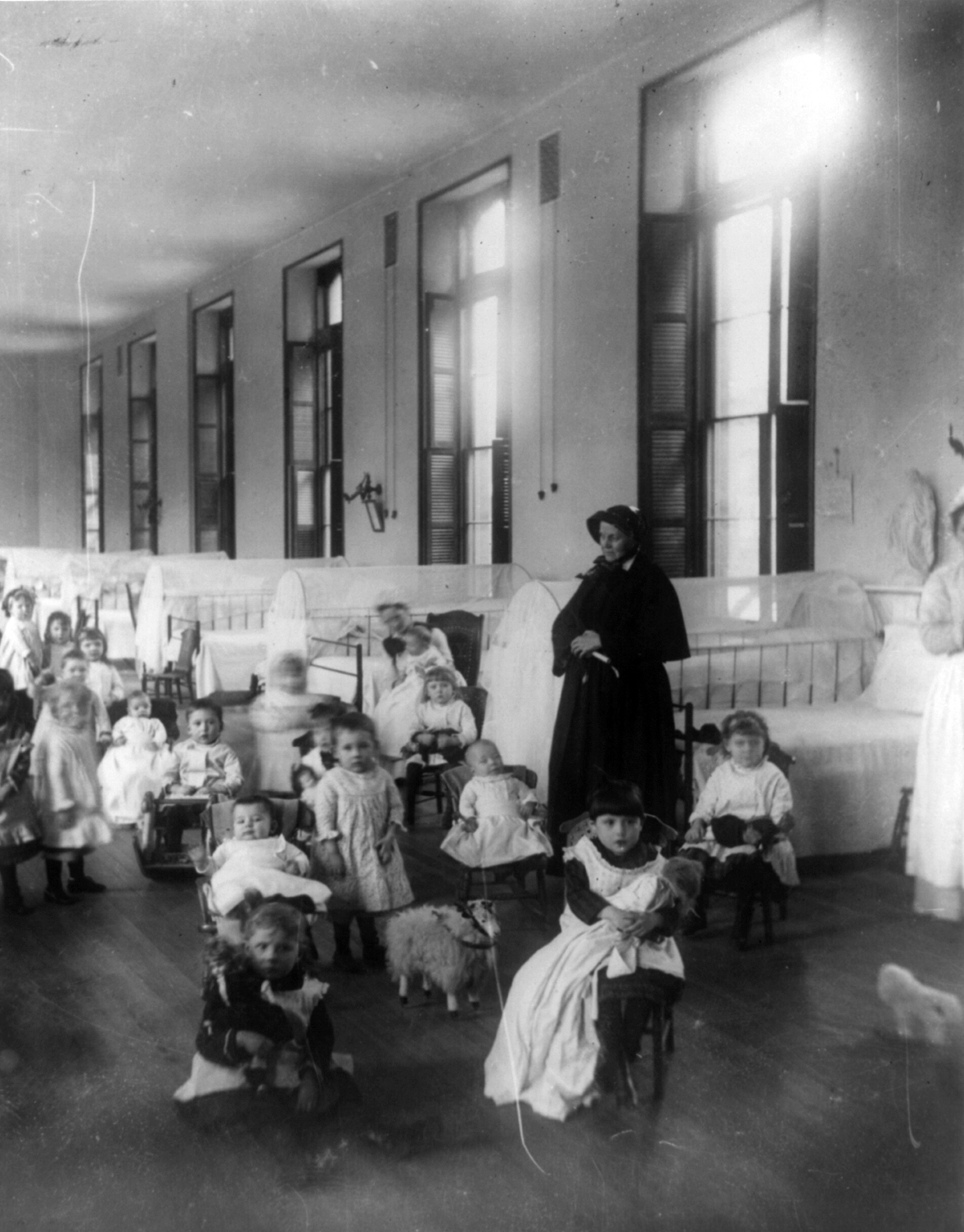
아이들이 있는 뉴욕 파운딩 병원의 아이린 수녀. 아이린 수녀는 현대 입양의 선구자 중 한 명으로, 아이들을 제도화하는 것이 아니라 아이들을 배웅하는 시스템을 구축하고 있다.

입양(入養, 영어: adoption)은 혈연 관계와 상관없이 인위적으로 친자 관계를 맺는 것을 말한다. 이러한 행위로 자식의 자격을 얻은 사람을 양자(養子)라고 하며, 양자로 삼은 아이를 입양아(入養兒)라고도 한다. 일상적인 용어로서 입양은 양자를 들이거나 양자로 들어가는 행위를 말하고, 법률적인 용어로서 입양은 양부모가 될 사람과 양자가 될 사람이 양친자 관계를 맺는 신분행위를 말한다. 입양과 대치되는 개념인 파양은 양친자 관계를 해소시키는 행위이다. 파양은 입양아에게 엄청난 정신적 충격을 주는 것으로 알려져 있지만, 국내 제작 드라마 중 유일무이하게 해외 입양 문제를 모티브로 한 KBS 2TV 월화 드라마 '미안하다, 사랑한다(이하 미사)'가 지난 2004년 하반기에 방영되어, 사회적으로 가장 큰 화두가 되고 있는 해외 입양 문제의 심각성을 지적해보면서, 수 많은 시청자들에게 큰 반향을 불러 일으켰다.

## 한국의 입양
한국의 전통 가족제도에서 입양은 양자로 될 사람은 양부가 될 사람과 같은 항렬인 동성동본(同姓同本) 남자혈족의 아들, 즉 양자는 양부와 동성동본인 조카나 조카뻘이어야 한다는 소목지서(昭穆之序)를 원칙으로 하였다. 이성(異姓) 양자를 인정하는 제도는 이후 1940년에 조선민사령의 개정으로 도입되어 대한민국 민법에도 정착되었으나, 이성양자가 양부의 성(姓)을 따르기 위해서는 가정법원의 허가를 받아야 한다.
한국에서는 전통에서 이르는 양자와 법률상의 양자가 다소 다르다. 전통에서 이르는 양자는 대를 이를 목적으로 동성동본 가운데 데려다 기르는 조카뻘 되는 남자 아이(계자(系子)→족보#용어, 후사와 양자)만을 가리킨다. 조선 시대에는 양자로 대를 잇게 하려면 예조에 청원을 하여 허락을 받는 것이 원칙이었다. 자손은 하늘이 점지한다고 여겼으므로 예조에서 입안한 문서를 동지사가 명나라·청나라 황제에게 가져가면, 황제가 하늘에 고유한 다음 예조에서 허가하게 된다. 큰아들은 양자로 출계할 수 없도록 하였으나, 종종 허가를 받지 않고 출계하기도 했다.
한편 일본은 손자 등 세대에 상관 없이 양자를 들였고, 사위를 양자로 삼는 서양자(壻養子) 제도가 있었다. 그러나 일본의 풍습인 서양자 제도에 부정적인 시각을 가진 조선에서는 일제강점기에도 조선민사령으로 이식된 서양자 개념을 받아들이지 않았다.

### 성서탈적
성서탈적은 고려, 조선 왕조 시대 한국에서 정실 부인에게 아들이 없는 경우, 측실, 첩이 낳은 아들을 정실 부인의 아들로 입양하는 것이었다. 이때 정실 부인의 아들이 된 서자는 양자가 아닌 자(子)로 족보에 등재된다. 성서탈적으로 서자를 정실 부인의 아들로 삼은 것은 조선 후기의 왕족 출신 무신 이경유가 아들이 없어 서자 이기축을 적자로 삼은 것과 일제강점기 김성근이 자신의 서자 김병칠을 정실부인의 양자로 입적한 것, 그리고 김병칠이 일찍 죽자 첩의 또다른 아들 김병팔의 아들 김호규를 김병칠의 양자로 삼은 것 등이 존재한다.
성서탈적의 개념은 1920년대부터 한국에서 고아 혹은 혈연관계가 없는 아이를 양자, 양녀로 입양하면서 서서히 사라지게 되었다.

### 서열 정리 목적의 양자
큰아들이 아닌 다른 아들, 동생에게 아들이 먼저 태어날 경우 문중에서는 회의를 열고 동생의 아들은 무조건 큰아들의 양자로 보내는 일이 있었다. 동생에게서 아들이 먼저 태어나면 무조건 장남의 양아들로 보내는 관습은 한국에서만 존재하던 관습이었다. 동생의 아들을 맏형의 양자로 보내는 관습은 1950년대까지 지속되었다.
출판인 겸 사회운동가 정진숙도 본래는 정순모의 장남이었지만, 서열 정리 때문에 형인 정현모의 양자로 입양되었다. 후일 정진숙은 양아버지이자 큰아버지에게서는 남동생이 3명, 생부에게서는 4명의 남동생과 2명의 여동생이 더 태어났다.
김경중의 넷째 아들로 태어난 독립운동가 겸 정치인, 언론인 인촌 김성수가 큰아버지 원파 김기중의 양자로 들어갔다. 인촌 김성수는 양아버지 김기중에게서는 남동생 1명, 생부인 김경중에게서는 남동생 김연수와 여동생 김수남, 김영수, 김점효가 태어났다.
만화가 이현세도 서열 정리를 이유로 큰아버지의 아들로 입양되었다.

## 입양을 소재로 한 드라마
- 미안하다, 사랑한다 (KBS 2TV 월화 드라마 - 2004년 하반기 방영작)

## 같이 보기
- 양자 (대한민국 민법)
- 친양자
- 국내 입양
- 해외 입양
- 가정위탁